# Macropelopia kibunensis
Macropelopia kibunensis är en tvåvingeart som först beskrevs av Tokunaga 1937.  Macropelopia kibunensis ingår i släktet Macropelopia och familjen fjädermyggor. Inga underarter finns listade i Catalogue of Life.